# Fredeburg
Fredeburg là một municipality in the huyện Lauenburg, trong bang Schleswig-Holstein, nước Đức. Đô thị Fredeburg có diện tích 10,09 km², dân số thời điểm 31 tháng 12 năm 2006 là 40 người.